# Brittany Howard
Brittany Howard  (2 de octubre de 1988) es una cantante y compositora estadounidense, solista a partir de su disco debut Jaime (2019), vocalista principal y guitarrista de las bandas de rock Alabama Shakes y Thunderbitch.

## Biografía
Howard nació en Athens, Alabama. Su madre es euro-americana y su padre afroamericano. Su primer hogar estaba ubicado en un terreno baldío, el cual se incendió en una ocasión al caerle un rayo encima. Aprendió a escribir poesía y empezó a tocar el piano de su hermana mayor llamada Jaime, quién murió a causa de retinoblastoma en 1998; Howard padeció la misma enfermedad, pero salió adelante con ceguera parcial en un ojo. Su padre falleció a los pocos años después de la muerte de su hermana.
Comenzó a tocar la guitarra a la edad de 13 años, y más tarde ingresó a la preparatoria East Limestone High School, en donde conoció al futuro bajista de los Alabama Shakes, Zac Cockrell. Trabajó para el Servicio Postal de Estados Unidos hasta que se dedicó exclusivamente a la música como cantante principal de los Alabama Shakes.
Brittany Howard es más conocida como la cantante principal y guitarrista de la banda de rock americana Alabama Shakes. La banda se creó originalmente con el nombre "The Shakes" cuándo Howard y el bajista Zac Cockrell se reunían a tocar covers de canciones originales, junto con el baterista Steve Johnson. Más adelante, el guitarrista Heath Fogg se les unió para conformar la alineación completa, y empezaron a tocar en bares de Alabama y grabaron su álbum debut, Boys & Girls. Firmaron un contrato de grabación con ATO Records, y publicaron Boys & Girls en 2012; el disco fue muy aclamado y recibió varias nominaciones a los premios Grammy.
En abril de 2015, Alabama Shakes publicó su segundo álbum, Sound & Color, el cual debutó en primer lugar en el Billboard 200 y recibió críticas muy favorables por parte de la prensa musical. La banda ha participado en diversos shows y espectáculos, incluyendo Saturday Night Live, The Tonight Show Starring Jimmy Fallon,y The Late Show with Stephen Colbert. Howard ha participado en un popurrí musical con Mavis Grapas, Stephen Colbert y Ben Pliegues. En 2015, fue invitada al Lollapalooza para cantar "Get Back" en un dueto con Paul McCartney. Howard también apareció en la ceremonia Eddie Murphy's Mark Twain Prize. En 2015, Howard recibió el reconocimiento Billboard's Women in Music "Powerhouse" Award.
Howard también es la cantante principal de la banda de rock Thunderbitch, formada en Nashville en 2012 con miembros de la banda Clear Plastic Masks y otros integrantes de la banda Fly Golden Eagle también producidos por ATO Records. La banda publicó un disco en septiembre de 2015. A pesar de que la banda no hace muchas apariciones en vivo, tocó en un evento organizado por ATO Records, conocido como Music Marathon, en octubre de 2015.
Brittany Howard es también cantante en la banda Bermuda Triangle de Jesse Lafser y Becca Mancari, misma que se conformó en Nashville en 2017. Su primera presentación en vivo fue el 12 de julio de 2017 en Basement East, en Nashville. El trío publicó su primer sencillo el 6 de septiembre de 2017, titulado "Rosey", canción que ya había sido publicada en un disco de Jesse Lafser de 2015, titulado "Raised On The Plains". Aunque originalmente la banda sólo tenía pensado hacer una única presentación, el trío dio cinco espectáculos al sur de Estados Unidos, en octubre de 2017. La pequeña gira incluyó presentaciones en Carrboro y Ashville, en Carolina del Norte; en Birmingham, en Los Ángeles; en Atlanta, en Georgia, y en Knoxville, Tennessee.
En junio de 2019, Brittany Howard su primer disco solista, Jaime el cual fue publicado el 20 de septiembre de 2019, y su lanzamiento fue acompañado de una gira en América del Norte y Europa. Jaime recibió excelentes críticas a nivel internacional, incluyendo la de la revista Pitchfork: "El disco debut de la cantante y compositora de los Alabama Shakes es una obra maestra que toca los límites de la voz, el sonido y el alma, hacia nuevos extremos". El 16 de julio de 2019, Howard lanzó el vídeo musical del sencillo Stay High, con la participación del actor Terry Crews.

## Premios y nombramientos
| Año  | Nominación        | Premio                  | Resultado |
| ---- | ----------------- | ----------------------- | --------- |
| 2020 | "History Repeats" | Mejor canción de rock   | Pending   |
| 2020 | "History Repeats" | Mejor actuación en vivo | Pending   |

## Discografía

### Solista
- Jaime (2019)
- What now (2024)

### ConAlabama Shakes
- Boys & Girls (2012)
- Sound & Color (2015)

### Con Thunderbitch
- Thunderbitch (2015)

### Colaboraciones especiales
- "Darkness and Light" (2016, John Legend)